# 1942
Cette page concerne l'année 1942 (MCMXLII en chiffres romains) du calendrier grégorien. Pour l'année 1942 av. J.-C., voir 1942 av. J.-C.  Pour les autres significations, voir 1942 (homonymie).
L'année 1942 est une année commune qui commence un jeudi.

## En bref
- 20 janvier : conférence de Wannsee

- 26 mai - 11 juin : bataille de Bir Hakeim.
- 3 - 7 juin : bataille de Midway.
- 16-17 juillet : rafle du Vélodrome d’Hiver.
- 7 août : début de la bataille de Guadalcanal.
- 21 août : début de la bataille de Stalingrad.
- 23 octobre - 3 novembre : bataille d’El Alamein.
- 8 novembre : opération Torch.
- 11 novembre : Opération Anton.

## Événements

### Afrique
- 6 janvier : le Royaume d’Égypte suspend ses relations diplomatiques avec le régime de Vichy à la demande du Royaume-Uni. Le roi refuse mais le gouvernement cède. Le 2 février, il démissionne après un conflit avec le Palais. Les Britanniques font pression pour la formation d’un gouvernement wafdiste autour de Nahhas Pacha, mais le roi s’y oppose. Le 4 février, l’armée britannique encercle le palais royal et oblige Farouk Ier à céder[1]. L’armée égyptienne est révoltée contre la reculade du pouvoir. De cette amertume naît le mouvement des « Officiers libres » qui prône la lutte contre les Britanniques et le renversement de la monarchie.
- 13 janvier : mort en prison de André-Grenard Matsoua, fondateur en France en 1926 de l’Association amicale des Originaires de l’AEF[2]. Les Lari, formation ethnique dont il était originaire, continuent à vénérer son souvenir et poursuivent son action au Moyen-Congo.
- 21 janvier : contre-offensive réussie du général Rommel en Cyrénaïque. Elle est arrêtée à 60 km de Tobrouk (8 février)[3].

- 4 février : gouvernement de Nahhas Pacha en Égypte[4] (fin le 10 octobre 1944)

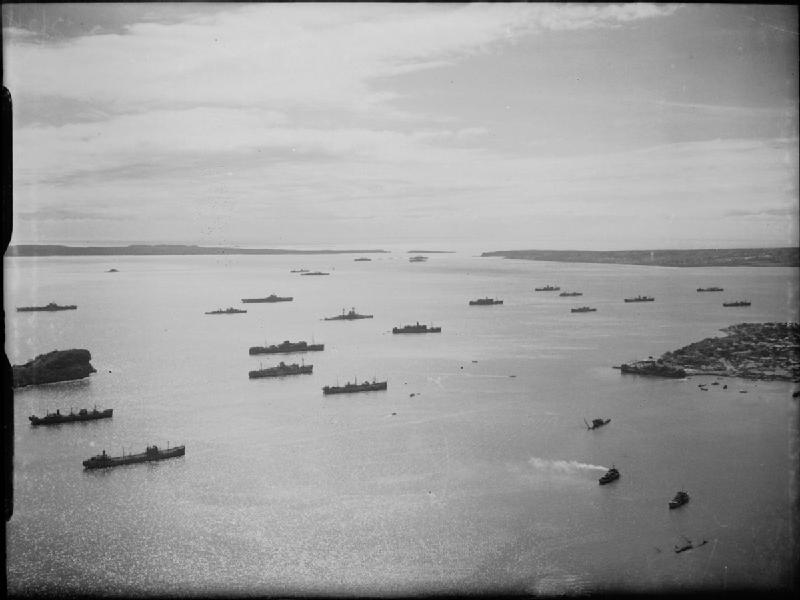
5 mai : opération Ironclad

- 5 mai : début du blocus britannique de Madagascar. Débarquement à Diego Suarez (opération Ironclad)[5].
- 26 mai - 11 juin : bataille de Bir Hakeim. Les Français libres du général Koenig retardent de 16 jours l’avance de Rommel sur Suez et permettent à la 8e armée britannique de se retrancher à El Alamein[6].

- 21 juin : les troupes de Rommel enlèvent Tobrouk et font 32 000 prisonniers[7]. Rommel est promu feld-maréchal dès le lendemain.

- 1er-27 juillet : à El-Alamein, les forces britanniques parviennent à arrêter l’avancée allemande en Égypte[8].
- 31 août - 4 septembre : dernière offensive allemande contre l’Égypte à Alam el Halfa[8].

- 10 septembre, Madagascar : débarquement anglo-sud-africain à Majunga. Nouvelle attaque des Britanniques contre Madagascar après l’échec des négociations avec les autorités françaises fidèles à Vichy. Le 17 septembre, le régime de Vichy rejette les conditions de cessez-le-feu proposées par les Britanniques[9].
- 23 septembre : les Britanniques occupent Tananarive et installent un gouvernement militaire[10].

- 21 octobre : François Darlan se rend en Afrique française du Nord et en Afrique-Occidentale pour une tournée d’inspection. Le 22, il est à Dakar. Le 28 il est à Alger[11].
- 22 octobre : conférence de Cherchell, réunion secrète en Algérie française entre les généraux américains et les résistants français afin de préparer le débarquement[12]. Le général Giraud, qui s’est évadé d’Allemagne en avril, accepte de se rallier au projet.

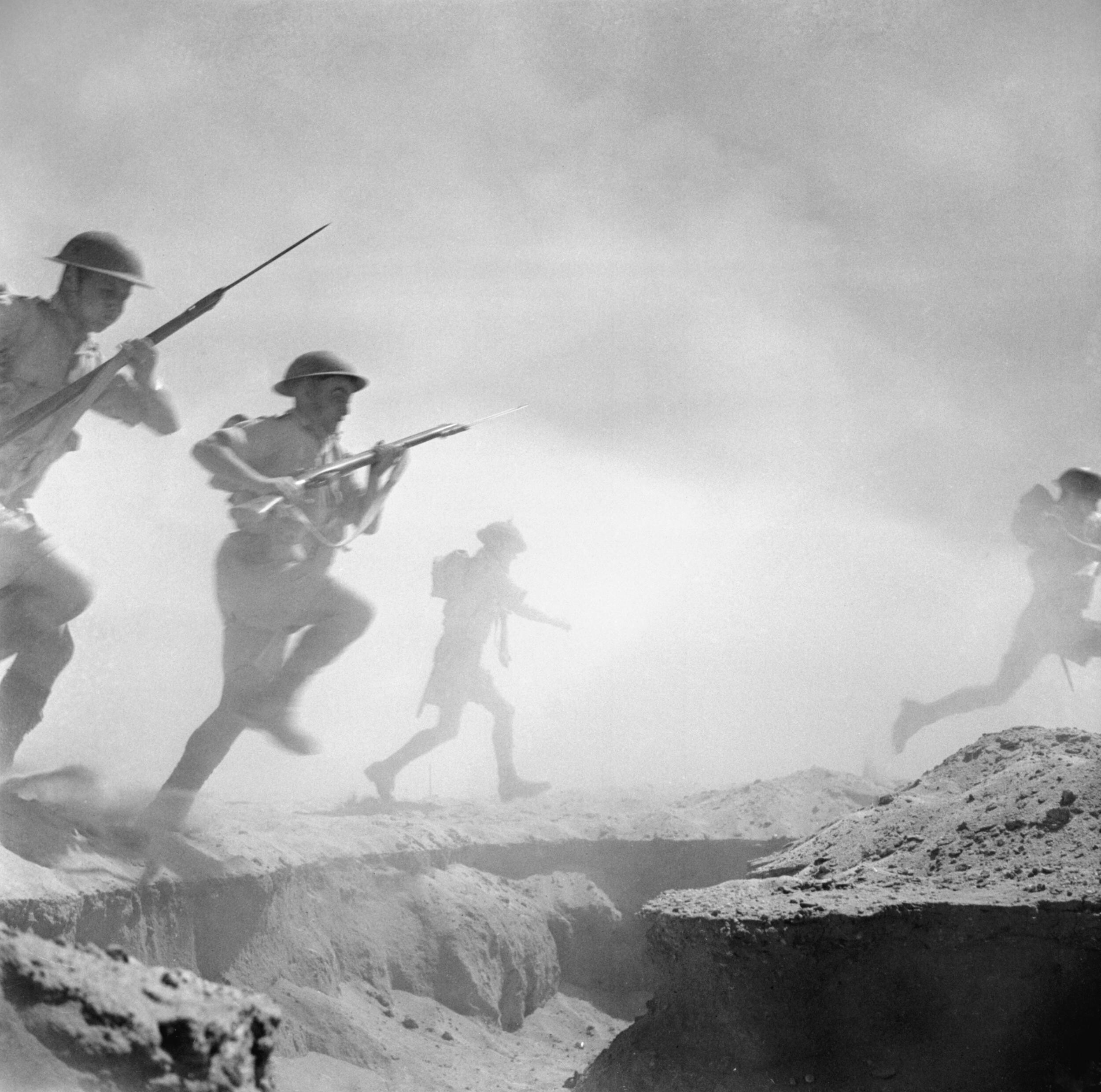
23 octobre : seconde bataille d’El Alamein.

- 23 octobre : début de la seconde bataille d’El Alamein. La VIIIe armée britannique, commandée par le général Montgomery, lance une grande offensive qui commence par un bombardement intense ; la bataille est gagnée par les Alliés le 4 novembre[8].

- 6 novembre : Madagascar capitule à Ambalavao[5]. Les Alliés trouvent Madagascar au bord de l’asphyxie économique. Un accord entre le général de Gaulle et les Britanniques le 14 décembre place l’île sous l’autorité de la France libre[13].

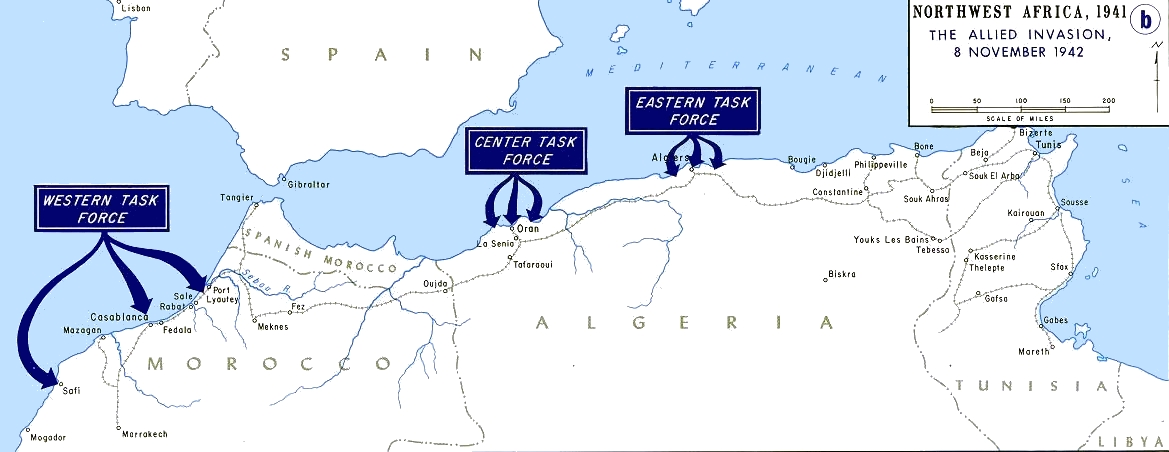
8 novembre : opération Torch

- 8 novembre : début de l'opération Torch, les Alliés débarquent en Algérie et au Maroc[8].
- 19 novembre : les forces de l'Axe débarquent en Tunisie ; début de la Campagne de Tunisie (fin le 13 mai 1943)
- 27-28 novembre : libération de La Réunion par les Forces navales françaises libres[13].

- 7 décembre : ralliement total de l’AOF à la « France libre »[14]. Après son ralliement, Pierre Boisson mène en AOF une politique d’intensification de la production agricole, destinée à ravitailler les troupes alliées.
- 28 décembre : occupation de la Somalie française par les Alliés[15].

- Révolte des adeptes de la Kitawala en Ouganda[16].

### Amérique

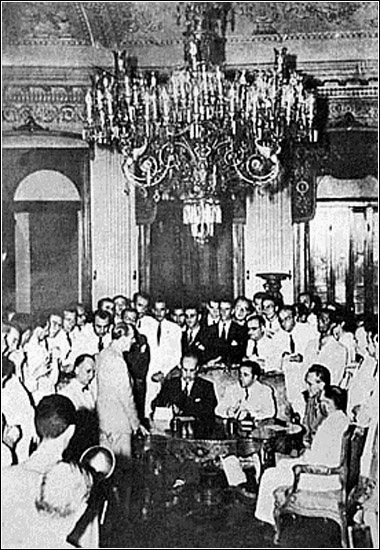
29 janvier : signature du protocole de Río de Janeiro.

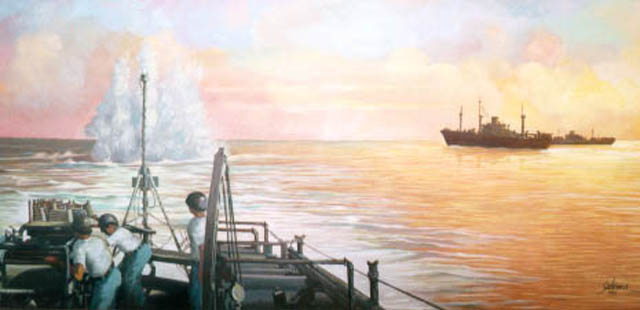
La marine brésilienne pendant la bataille de l’Atlantique. Opération contre des sous-marins allemands. Dans les six premiers mois de l'année, après l’entrée en guerre des États-Unis, une dizaine de sous-marins allemands, opérant dans le secteur des Caraïbes, coulent 114 navires alliés, soit plus que le tonnage coulé dans l'Atlantique Nord par la totalité de la marine de guerre allemande durant la même période.

- 1er janvier : déclaration des 26 « Nations unies » contre les nazis[17]. Elle mentionne l’égal accès aux matières premières à la fin du conflit.
- 6 janvier : Roosevelt lance le « Victory Program » qui prévoit un accroissement très important de la production d’armement[18].

- 14 janvier : clôture de la conférence Arcadia[18].
- 15-29 janvier : réunion de consultation des ministres des Affaires étrangères des États américains réunie de Rio de Janeiro. Les États-Unis demandent aux Latino-américains de rompre leurs relations diplomatiques et commerciales avec les forces de l’Axe et une junte interaméricaine de défense est créée[19].
- 29 janvier : la signature du protocole de Rio marque la fin du conflit entre l’Équateur et le Pérou[20]. Le Brésil rompt ses relations diplomatiques avec les forces de l’Axe.

- 9 février : incendie et naufrage du paquebot Normandie dans le port de New York[21].
- 16 février : la marine allemande lance une attaque sur les raffineries de pétrole d’Aruba dans les Caraïbes[22].
- 18-19 février : le sous-marin français géant Surcouf est coulé par accident dans la mer des Antilles[21].

- 2 avril : Juan Antonio Ríos Morales, président du Chili (fin en 1946)[23].
- 27 avril : référendum sur la conscription au Canada. Lié par ses engagements, Mackenzie King annonce la tenue d’un plébiscite : 80 % des Canadiens approuvent la conscription, mais 71,2 % des Québécois s’y opposent. Le débat permet l’éclosion au Québec de mouvements nationalistes extrêmes et anti-britanniques (Ligue pour la défense du Canada, Bloc Populaire), accusés de trahison et de complicités fascistes par le Canada anglais[24].

- 22 mai : le Congrès mexicain déclare la guerre au Japon, à l'Italie et à l'Allemagne[25].

- 3 - 4 juin : raid aérien japonais à Dutch Harbor ; début de la campagne des îles Aléoutiennes[26].
- 5 juin : le Mexique signe la déclaration de l’ONU[27], et une complète coopération militaire avec les États-Unis prend effet en 1943. Un escadron d’avions de combat est envoyé dans le Pacifique le 27 avril 1945 (Escuadrón 201 de la Fuerza Aérea Expedicionaria Mexicana)[28].
- 11 juin : pacte signé entre le gouvernement mexicain et la CTM, engageant la Confédération à ne pas organiser de grève pendant la guerre[29].

- 8 juillet, Costa Rica : José Figueres Ferrer adresse au président Calderón lors d'un discours radiodiffusé de violentes critiques sur sa politique sociale et sur sa soumission aux États-Unis. Le discours est interrompu par la censure et Figueres doit s’exiler au Mexique, ce qui en fait un martyr. Durant son exil, il rencontre de nombreux réfugiés d’Amérique centrale et des Caraïbes et fonde un projet de libération des pays sous régimes dictatoriaux[30].

- 7 août : Alfonso López Pumarejo, élu président de Colombie le 3 mai à l’occasion d’élections entachées de violences et de fraudes, prend ses fonctions (fin en 1945)[31]. Il doit affronter une féroce opposition tant des conservateurs que de ses amis libéraux, dont le populiste Jorge Eliécer Gaitán.
- 22 août : le Brésil déclare la guerre à l’Allemagne et à l'Italie après que cinq navires brésiliens ont été torpillés en trois jours[32]. Il est le seul pays d’Amérique latine à envoyer des troupes en Europe (la Força Expedicionâria Brasileira qui débarque à Naples en juillet 1944)[33].

- 14 octobre : le traversier canadien S.S. Caribou est coulé par le sous-marin allemand U-69 lors de la bataille du Saint-Laurent[34].

- 21 décembre : la troupe tire sur la foule des manifestants de la mine de Patiño, de la montagne de Catavi, en Bolivie, faisant 400 morts. La répression des grèves dans les mines d’étain donne lieu à de véritables massacres[35].

### Asie et Pacifique

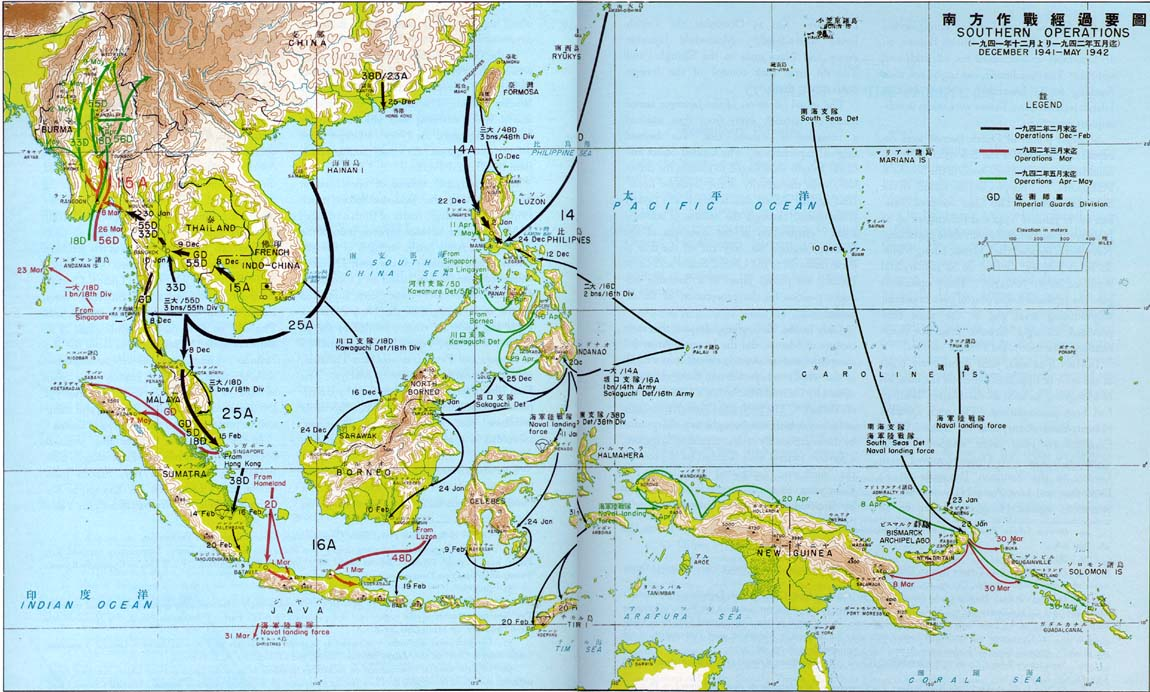
Les opérations japonaises en Asie du Sud de décembre 1941 à mai 1942.

- 2 janvier : les Japonais entrent dans Manille, abandonnée dès décembre 1941 par les troupes américano-philippines du général MacArthur[36]. La bataille des Philippines se poursuit contre Bataan.

- 11 janvier :
  - débarquement à Tarakan, au nord-est de Bornéo et à Manado, au nord-est des Célèbes[37]. Les Japonais envahissent et occupent les Indes orientales néerlandaises.
  - les Japonais occupent Kuala Lumpur, puis passent la rivière Muar le 15 janvier. Le 29 janvier, les troupes britanniques se replient sur Singapour ; les Japonais occupent la Malaisie[38].
- 15 janvier : victoire chinoise sur les Japonais à la troisième bataille de Changsha, dans le Hunan[39].
- 17 janvier[40] - 10 mai : les Japonais envahissent la Birmanie ; les dernières forces britanniques se retirent le 20 mai[41].
- 22 janvier : des troupes d’infanterie japonaises débarquent à Simpson Bay, près de Rabaul, qui est prise le lendemain[42]. Début de la campagne des îles Salomon.
- 25 janvier : la Thaïlande déclare la guerre aux États-Unis et au Royaume-Uni[43].
- 30 janvier : les Japonais occupent Ambon ; le 31 janvier, Bornéo et les Célèbes sont entre leurs mains, à l’exception des côtes méridionales[37].

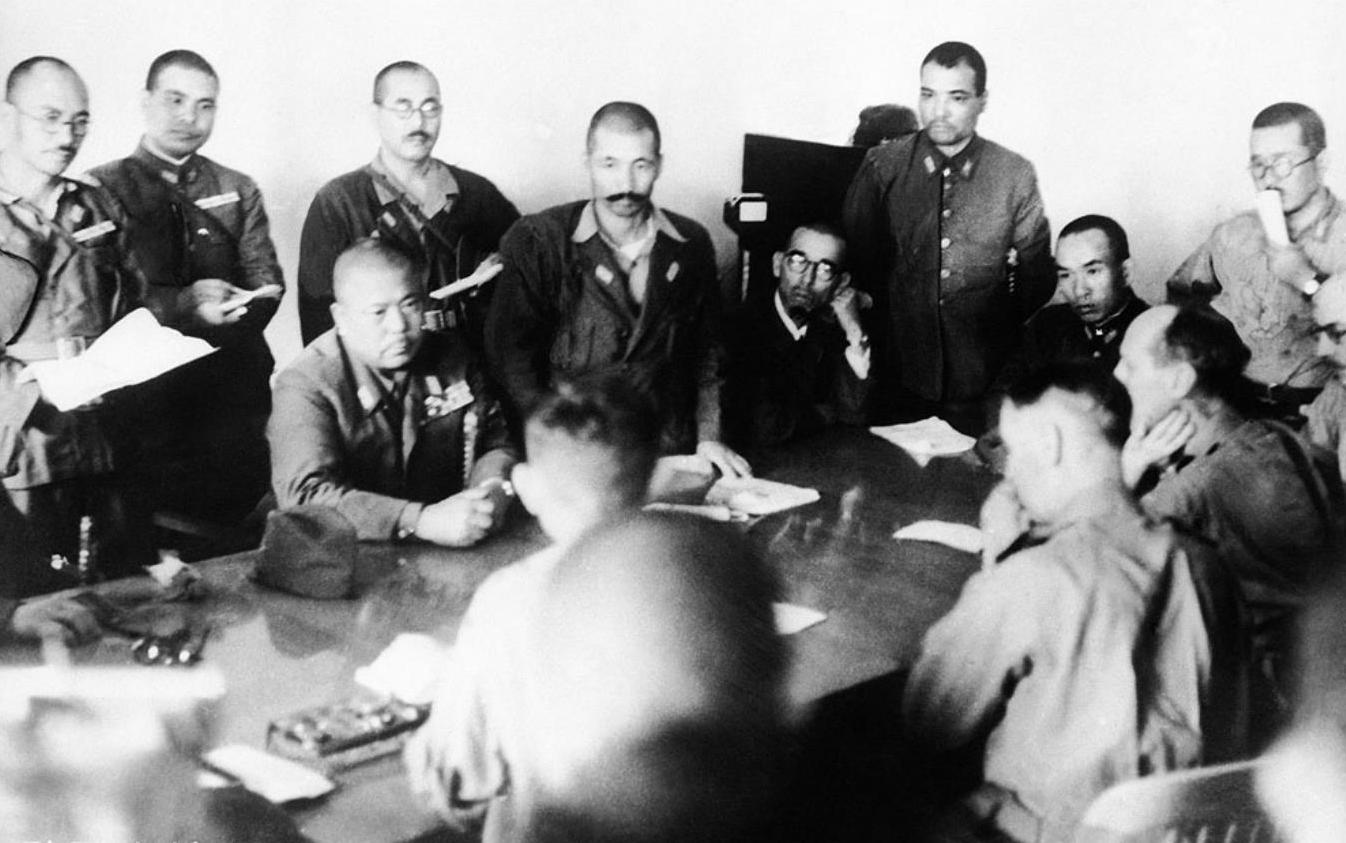
15 février : reddition des Alliés à Singapour (Percival, Tomoyuki Yamashita).

- 15 février : les troupes du général japonais Tomoyuki Yamashita prennent Singapour et contraignent 30 000 Britanniques à la reddition[38].
- 16 février, Invasion de Sumatra : Palembang tombe et la flotte hollandaise est mise hors de combat[44].
- 19 février :
  - les Japonais débarquent à Bali[37].
  - bombardement de Darwin par les Japonais[45]. Début de la bataille pour l'Australie.
- 20 février : invasion du Timor par les Japonais[37].
- 27 février : défaite navale alliée à la première bataille de la mer de Java[37].

- 1er mars : seconde défaite navale alliée à la seconde bataille de la mer de Java. Le général Hitoshi Imamura débarque des troupes à Java[37].
- 3 mars : attaque aérienne japonaise sur Broome et Wyndham, dans le nord-est de l’Australie-Occidentale[46].
- 4 et 7 mars : opération K ; nouveaux bombardements de Pearl Harbor par les Japonais[47].
- 7 mars : prise de Rangoon par les Japonais[48].
- 8 - 11 mars : invasion de Salamaua-Lae par les Japonais. Début de la campagne de Nouvelle-Guinée[49].
- 9 mars : les forces alliées capitulent sans condition à Bandung[37] (les Hollandais ont refusé l’offre des nationalistes de constituer des milices pour participer à la défense de l’archipel indonésien).
- 11 mars : le général MacArthur est contraint de quitter les Philippines pour l’Australie sur ordre de Washington et transfère son commandement des forces alliées des Philippines au général Wainwright[50].
- 17 mars : le dirigeant nationaliste indonésien Soekarno est libéré par les Japonais[51].
- 22 mars : Churchill envoie Sir Stafford Cripps proposer au Parti du Congrès et à la Ligue musulmane un statut de dominion à la fin de la guerre si l’Inde coopérait. Le Congrès refuse, adopte une résolution de non-coopération et proclame la désobéissance civile (8 août)[52].

- 26 - 30 mars : victoire japonaise sur les Chinois à la bataille de Taungû en Birmanie[53].
- 31 mars - 3 avril : occupation temporaire de l’île Christmas par les forces japonaises[54].

- 1er avril : reddition des troupes alliées à Bornéo[55].
- 5 - 9 avril : raid japonais sur Ceylan[56].
- 7 avril : les dernières forces alliées abandonnent le combat à Sumatra. L’administrateur Van Mook seul réussit à se maintenir en Nouvelle-Guinée[57].
- 9 avril : reddition des troupes américaines à Bataan, aux Philippines[50].
- 10 - 19 avril : victoire alliée à la bataille de Yenangyaung lors de la campagne de Birmanie[58].

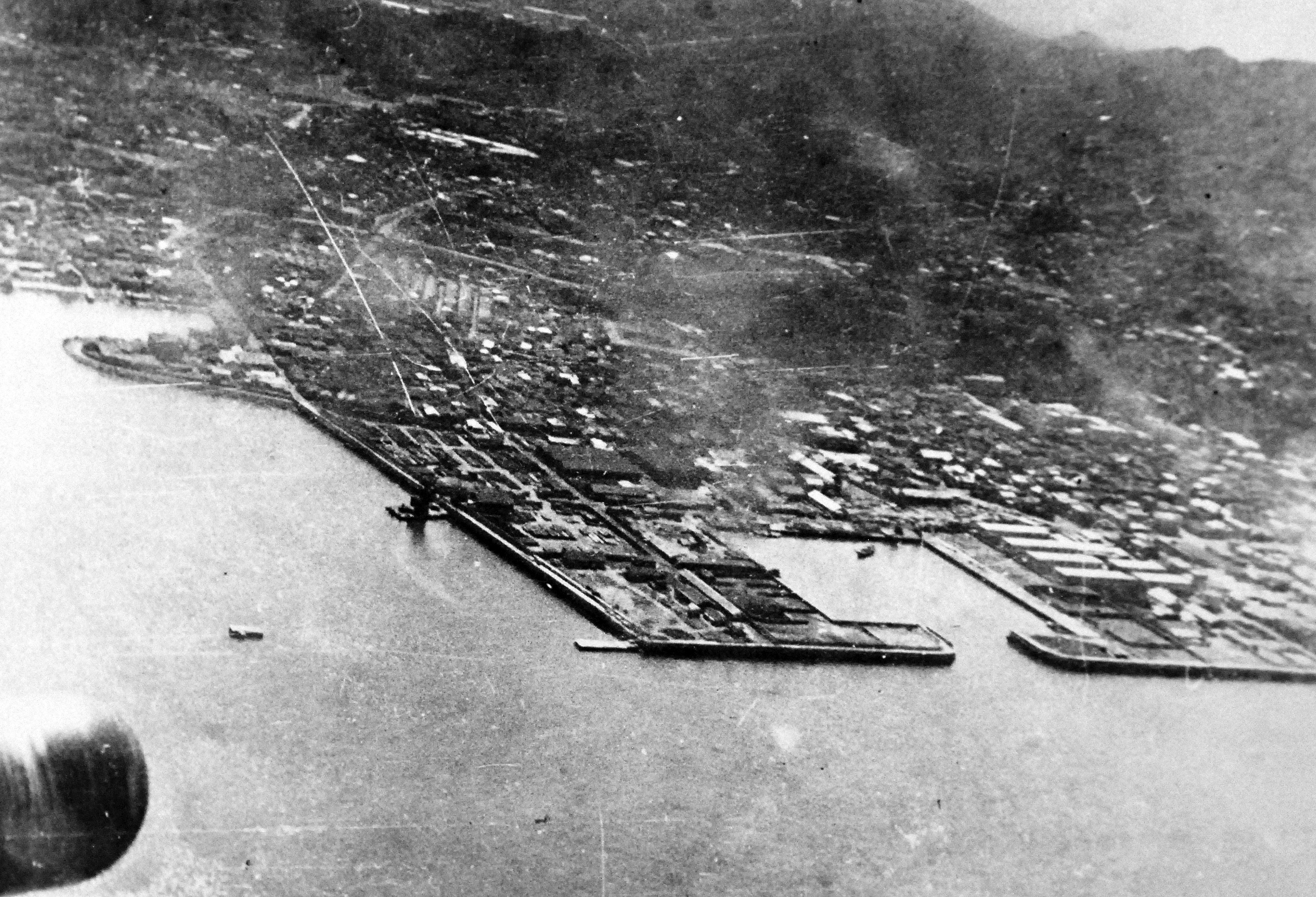
18 avril : raid de Doolittle.

- 18 avril : raid de Doolittle, premier bombardement du Japon par les forces armées des États-Unis[59].
- 26 avril : en Chine, la catastrophe de la mine de Benxihu fait 1 549 victimes, la plus grande perte humaine recensée dans un accident minier[60].

- 30 avril : victoire de l'Association de soutien à l'autorité impériale (Taisei Yokusankai) aux élections législatives japonaises[61].

- 4 - 8 mai : bataille aéronavale de la Mer de Corail. Avec des pertes plus légères que celles de l’ennemi, les Américains et Australiens réussissent à éloigner la menace d’un débarquement japonais en Australie[62].
- 5 mai : les Japonais débarquent dans l'île de Corregidor, aux Philippines[58]. Le lendemain, les troupes américaines et philippines capitulent[36].
- 27 mai : la France libre s'empare de Wallis-et-Futuna ; le lendemain, l'armée américaine installe une base à Wallis[63]. Cela s'inscrit dans le processus d'installation de bases américaines en Polynésie.
- 31 mai : attaque japonaise dans la baie de Sydney[64].

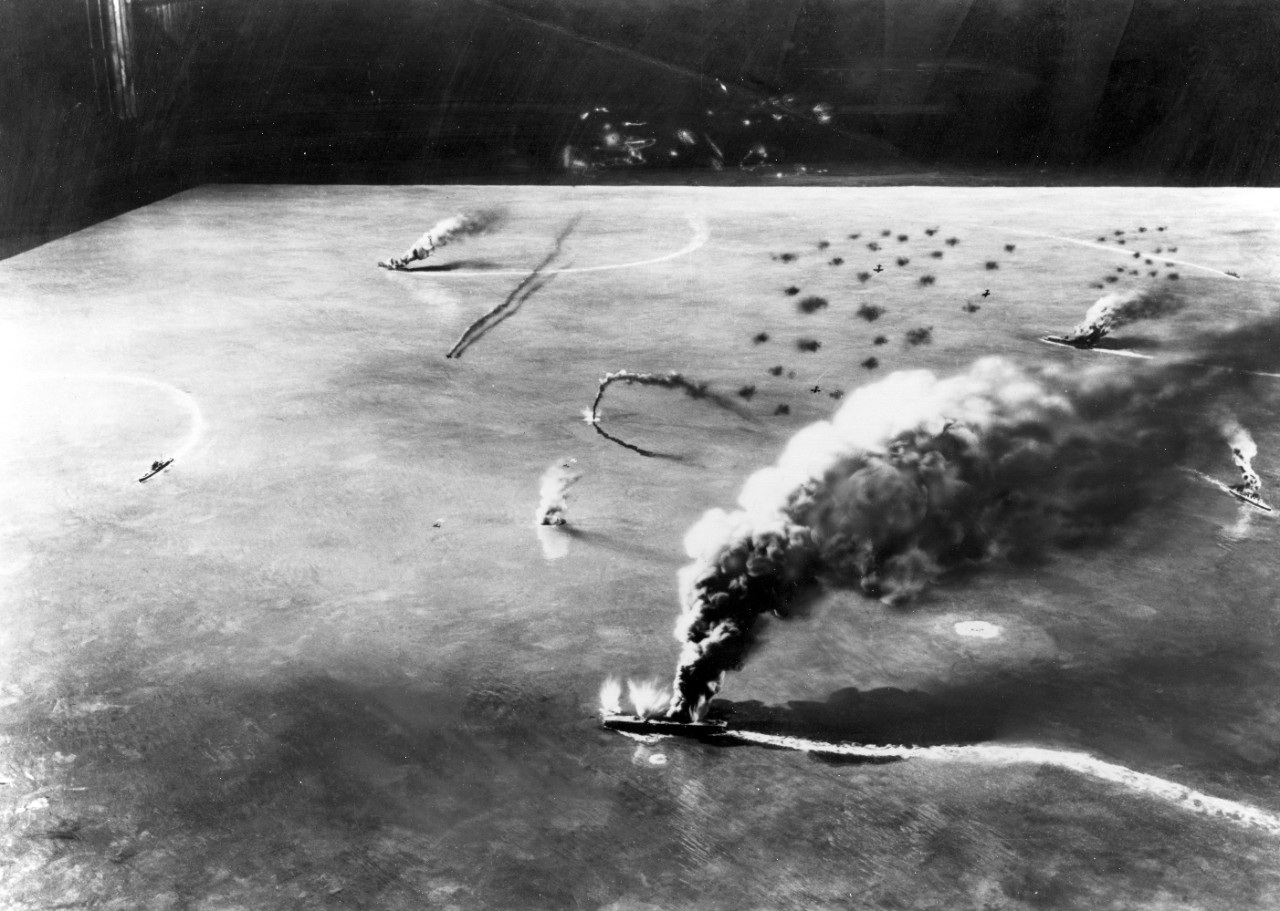
Bataille de Midway, 6 juin.

- 4 - 6 juin (ou 3 - 7 juin) : la flotte japonaise est battue par les forces américaines lors de la bataille décisive de Midway au nord-ouest d'Hawaii[65].

- 3 juillet : les troupes japonaises débarquent à Guadalcanal[66].
- 14 juillet : la Quit India Resolution est rédigée par le Parti du Congrès[56]. Elle demande aux Britanniques de remettre immédiatement aux Indiens le gouvernement de leur pays.
- 20 juillet : manifestations anticolonialistes à Phnom Penh, au Cambodge, plus connue sous le nom de « révolte des ombrelles », à la suite de l’arrestation de deux bonzes[67].
- 22 juillet :
  - invasion de Buna-Gona[66]. les Japonais envahissent la Nouvelle-Guinée et arrivent à 56 km de Port Moresby. Ils occupent une partie du pays jusqu’à ce qu’une contre-attaque des États-Unis et de l'Australie les chasse à la fin de l'année.
  - légalisation du Parti communiste d'Inde (CPI)[68]. Il prend le contrôle des syndicats (kisan sabha) étudiants et ouvriers pendant que les chefs du Congrès sont en prison.

- 7 août : la marine américaine débarque à Guadalcanal pour le premier des débarquements contre les Japonais dans le Pacifique[59]. De durs combats se poursuivirent pendant plusieurs mois dans la jungle de Guadalcanal, jusqu’à l’évacuation des Japonais en février 1943.

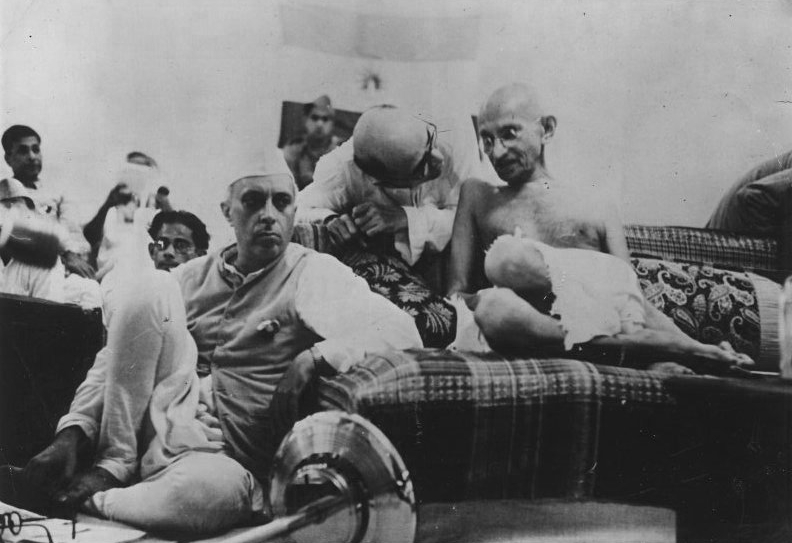
Gandhi et Nehru en août 1942, pendant le mouvement Quit India.

- 8 août, Inde : Gandhi fait adopter à Bombay la résolution Quit India. Le Parti du Congrès exige l'indépendance totale de l'Inde en échange de sa coopération dans la guerre aux côtés des Alliés[52]. Le lendemain, le gouvernement britannique déclare le Congrès illégal, emprisonne tous ses chefs (dont Gandhi et Nehru) et adopte de sévères mesures de contrôle. Le soulèvement populaire qui en résulte est réprimé de façon très ferme[69].
- 9 août : victoire japonaise à la bataille de l'île de Savo[59].
- 17 août : raid américain contre les forces japonaises stationnées sur l'île de Makin[70].
- 20-21 août : victoire alliée à la bataille de Tenaru sur l'ile de Guadalcanal[71].
- 24 - 25 août : bataille des Salomon orientales[66].
- 25 août - 6 septembre : les Japonais débarquent à la baie de Milne en Nouvelle-Guinée mais sont battus par les Australiens[72].

- 27 septembre : les Australiens bloquent une attaque terrestre japonaise vers Port Moresby en Nouvelle-Guinée[73].

- 9 octobre : loi d'adoption du statut de Westminster accordant la souveraineté législative et la gestion de la diplomatie à l'Australie[74].
- 11 - 12 octobre : victoire alliée à la bataille du cap Espérance au nord de Guadalcanal[75].
- 16 octobre : typhon suivi de raz-de-marée à Midnapore au Bengale ; 14 500 personnes et 190 000 têtes de bétail sont tués, les entrepôts d'alimentation et les cultures détruits, ce qui provoque une grande famine[76].
- 22 octobre - 27 octobre : les Australiens reprennent le contrôle de l'île de Goodenough après la bataille de Goodenough. L'île deviendra par la suite une base logistique et militaire alliée majeure dans le Pacifique sud jusqu'à la fin 1944.
- 24 - 25 octobre : victoire américaine décisive à la bataille d’Henderson Field sur l'île de Guadalcanal[77].
- 26 octobre : victoire japonaise à la bataille des îles Santa Cruz[77].

- 1er novembre :
  - Japon : création du Ministère de la Grande Asie[78].
  - offensive alliée de la Matanikau, sur l'île de Guadalcanal[66].
- 12 novembre : victoire alliée à la bataille de Koli Point sur l'île de Guadalcanal[66].

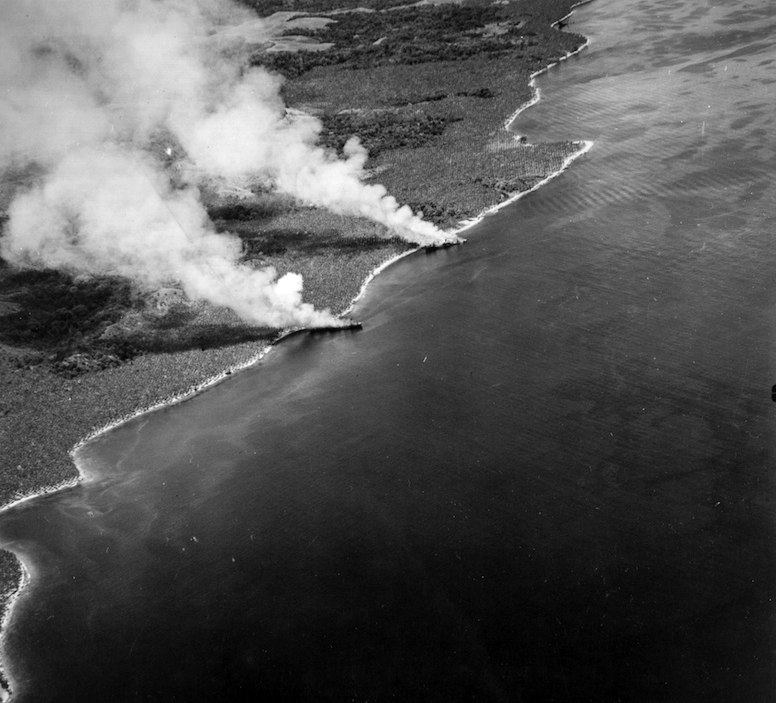
15 novembre : bataille navale de Guadalcanal.

- 14 - 15 novembre : victoire alliée à la bataille navale de Guadalcanal[77].
- 16 novembre : début de la bataille de Buna-Gona-Sanananda lors de la campagne de Nouvelle-Guinée (fin le 23 janvier 1943)[79].
- 29 - 30 novembre : victoire japonaise à la bataille de Tassafaronga[77], sur l'île de Guadalcanal.

- 12 décembre : arrivée à Lhassa de la mission américaine de Brooke Dolan II et de Ilia Tolstoï au Tibet (1942-1943)[80]. Officiellement chargée de négocier avec le gouvernement tibétain la permission de faire voler des avions de matériel de guerre au-dessus du Tibet, elle étudie la possibilité de construire une route à travers le Tibet.
- 15 décembre-23 janvier 1943 : fin de la campagne de Guadalcanal. La position clé japonaise de Kokumbona est prise d'assaut[81].

### Proche-Orient
- 12 février : le sioniste radical Abraham Stern, chef d’un groupe de lutte armée contre les Britanniques (Groupe Stern ou Lehi), est abattu par la police anglaise. Un triumvirat (Nathan Yalin Mor, Yitzhak Shamir et Israël Eldad) le remplace. En 1943, Menahem Begin prend la tête du mouvement et relance la lutte armée en 1944[82].
- 28 avril : l’ex Premier ministre de l’Irak Rachid Ali et le mufti de Jérusalem al-Husseini adressent à Ribbentrop et Ciano une lettre commune dans laquelle ils affirment que les Arabes sont prêts à se soulever contre l’ennemi commun (les Alliés) et demandent aux puissances de l’Axe de s'engager en faveur de l’indépendance des pays arabes et de l’abolition du foyer national Juif en Palestine. Berlin et Rome acceptent le 14 mai à condition que l’accord soit secret, mais il est intercepté par les services secrets britanniques[83],[84]. Dix jours après le débarquement allié en Afrique du Nord (8 novembre), l’Allemagne refuse de déclarer publiquement s’engager en faveur de l’indépendance arabe[85].

- 6 - 11 mai : réunion à l’hôtel Biltmore de New York des organisations sionistes américaines qui adoptent un programme prévoyant notamment la création d’un État juif sur l’ensemble de la Palestine[86].

- 12 septembre : sur ordre du général Władysław Sikorski, une armée polonaise est reformée en Irak (Armée polonaise d’Orient), à partir des troupes basées au Moyen-Orient et des forces polonaises d’URSS évacuées vers l’Iran[87].

- Décembre : alors au pouvoir avec l’appui britannique, le Premier ministre irakien Nuri Sa’id tente de faire avancer les projets d’unité arabe. Il appuie l’idée d’une union entre la Syrie et l’Irak (projet du Croissant fertile), en profitant du déclin de la France dans ses Mandats[88]. Ces appels reçoivent un certain écho dans les villes de Syrie du Nord.

### Europe
- 6 janvier : le paquebot français Lamoricière naviguant d’Alger à Marseille coule au large des Baléares avec 394 personnes à bord[21]. Pris dans une forte tempête sa structure n’a pas résisté aux coups de boutoir des vagues et aux masses d’eau se déversant sur lui. Seules 93 personnes dont 4 enfants sont sauvées.
- 7 janvier : fin de la contre-offensive soviétique devant Moscou. Repli général des Allemands[89].
- 13 janvier, Londres : signature de la déclaration du palais de Saint-James par les représentants des neuf gouvernements en exil des pays occupés, qui dénonce les crimes de guerre nazis[90].
- 15 janvier : début de la « Deuxième offensive anti-partisans » en Bosnie orientale. Poursuite des opérations contre les partisans en Croatie[91].

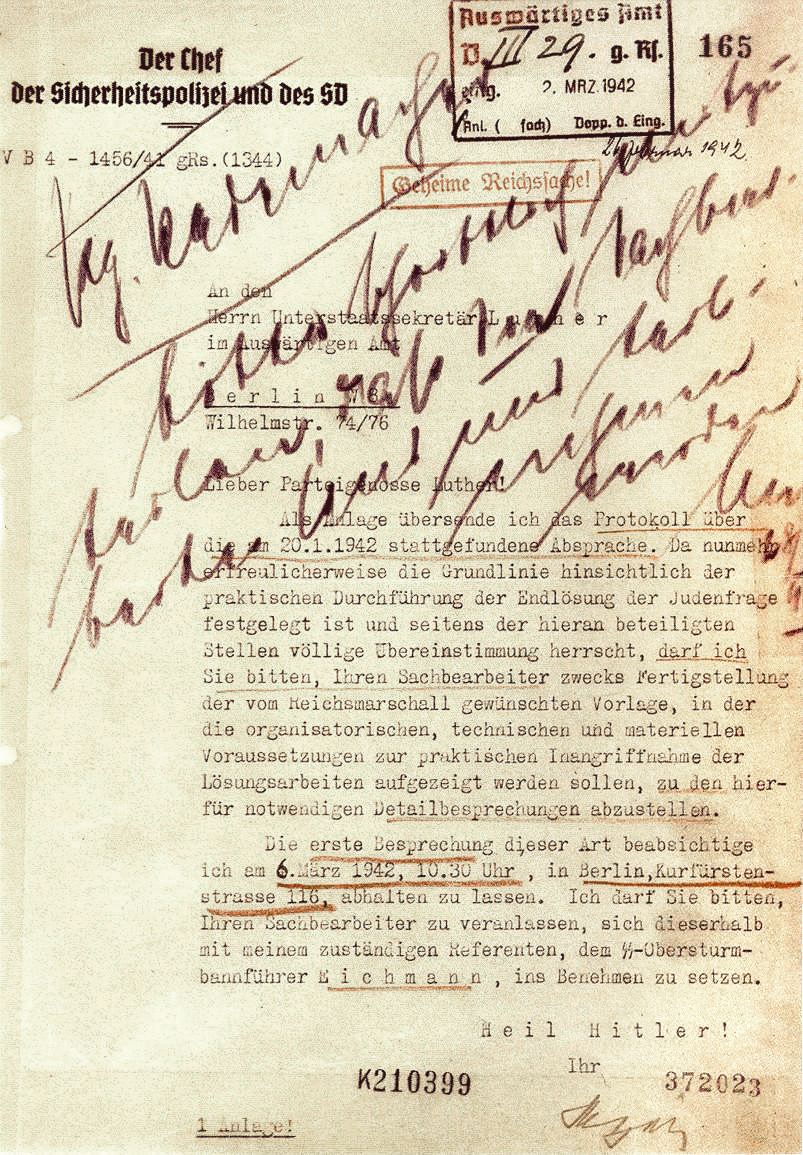
Dans une lettre du 26 février, à la suite de la conférence de Wannsee, Reinhard Heydrich demande au diplomate allemand Martin Luther son assistance administrative dans la mise en œuvre de la « solution finale de la question juive ».

- 20 janvier : conférence de Wannsee qui réunit les hauts fonctionnaires sous la présidence de Reinhard Heydrich. Il est décidé des modalités pratiques de la « solution finale de la question juive », c’est-à-dire l’élimination systématique de la population juive[92].
- 23 janvier - 5 mai : les troupes allemandes sont encerclées par les Soviétiques dans la poche de Kholm[93].
- 24 janvier-1er février : soulèvement d’Oust-Ousa en URSS ; 93 prisonniers du camp de Goulag de « Lesoreid » se révoltent et s’enfuient armés dans la forêt. Ils sont tous fusillés[94].

- 1er février : le national-socialiste Vidkun Quisling est nommé Premier ministre en Norvège par le commissaire du Reich[95].
- 8 février-21 avril : les troupes allemandes sont encerclées par les Soviétiques dans la poche de Demiansk[96].
- 10 février : ouverture du couloir de Vitebsk, brèche de 40 km à la jonction des groupes d’armées allemands Nord et Centre créée par l’offensive soviétique (fermé le 28 septembre)[97].
- 11-13 février : opération Cerberus. Trois croiseurs allemands basés à Brest se replient en mer du Nord par le Pas de Calais[98].

- 9 mars : le Premier ministre László Bárdossy est limogé par le régent en Hongrie sous l’influence des milieux conservateurs[99]. Son successeur Miklós Kállay continue la collaboration militaire avec l’Allemagne et donne son accord au recrutement de nouveaux contingents d’Allemands de Hongrie pour la Waffen-SS[100]. Après la déroute de Rommel à El-Alamein et le débarquement allié en Afrique (8 novembre), Kállay envisage la formation d’un bloc neutre dans les Balkans sous égide turque. Il décline les réclamations allemandes concernant la « solution » au problème juif par déportation et sélectionne des diplomates chargés de missions secrètes auprès d’États neutres pour prendre contact avec les Anglo-Américains[101].
- 13 mars : procès Katzenberger ; un homme d’affaires juif de Nuremberg, accusé d’avoir eu une liaison avec une jeune femme « aryenne », est condamné à mort[102].
- 16 mars : début de l’Aktion Reinhard ; les Juifs, les Roms, les Sintis et les Yéniches du Gouvernement général de Pologne sont transférés dans les camps d’extermination de Belzec, Sobibor et Treblinka pour être exécutés[103]. Les gazages massifs commencent le 15 mars à Belzec, en mai à Sobibor, le 22 juillet à Treblinka. Deux millions de personnes sont exterminées entre mars 1942 et octobre 1943[104].
- 23 mars : institution aux Pays-Bas du travail obligatoire en Allemagne[105].
- 28 mars : bombardement de Lübeck par la Royal Air Force[3].
- 4-5 avril : échec de l'Opération Myrmidon.

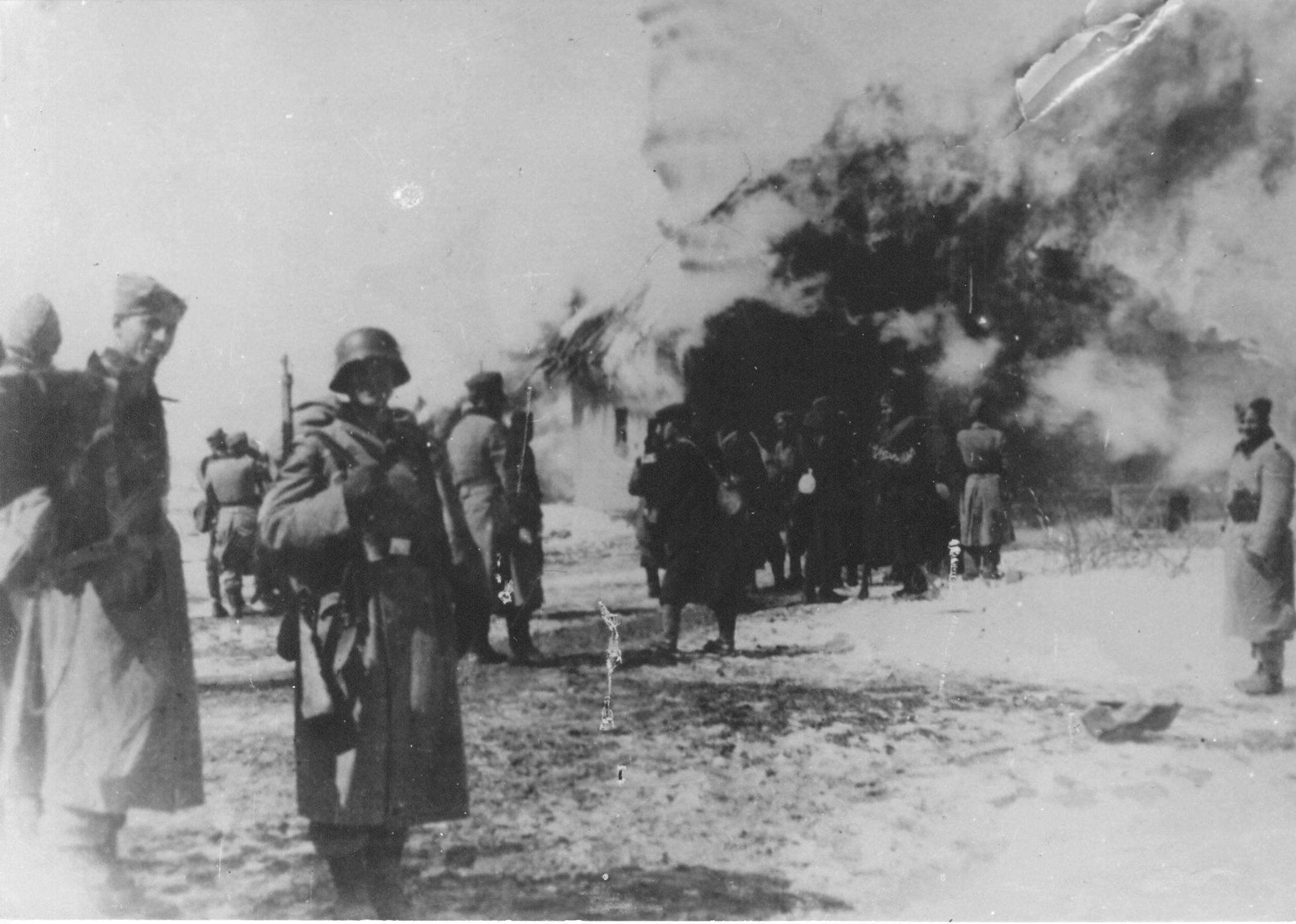
Incendie dun village de Bosnie par les Allemands lors d’opérations contre les partisans.

- 20 avril : début de la « Troisième offensive de l’ennemi », opération contre les partisans en Bosnie orientale[91].

- 8 mai : reprise de l’offensive allemande en Crimée ; Kertch est prise le 16 mai[106].
- 12 mai : mise en place des premiers maquis en Grèce par Áris Velouchiótis[107].
- 12 - 28 mai : victoire allemande à la seconde bataille de Kharkov[108].
- 26 mai : traité anglo-soviétique. Churchill et Staline signent un traité d’alliance engageant leurs deux pays à lutter ensemble jusqu’à la victoire sur le nazisme[3].
- 27 mai : opération Anthropoid. Assassinat du Reichsprotektor de Bohême-Moravie Reinhard Heydrich par la Résistance tchèque[109].

- 10 juin : en représailles à l’assassinat de Reinhard Heydrich, le village de Lidice est rasé, les hommes tués et les femmes déportées, les enfants tués ou placés en « rééducation » dans des familles de SS[90].
- 10 juin- 31 juillet : opérations contre les Partisans sur le mont Kozara en Bosnie[110].

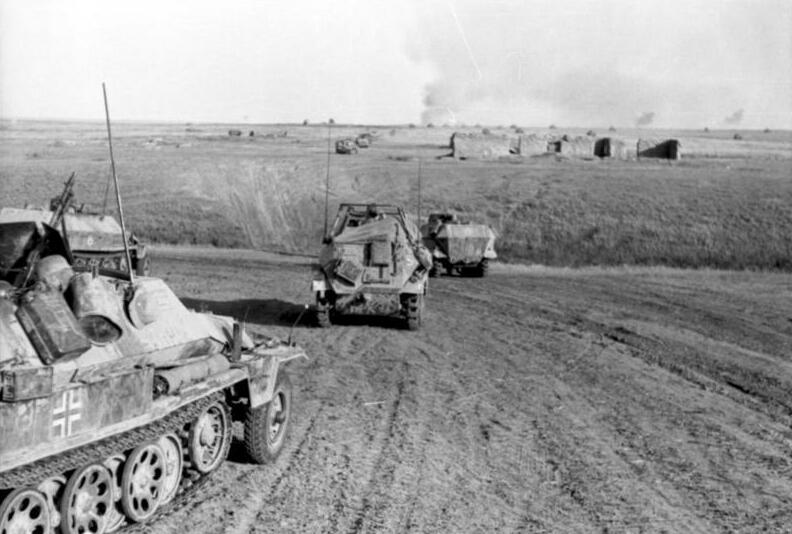
28 juin : opération Fall Blau. Autochenilles blindés de la 24e Panzerdivision en route vers le Don le 21 juin 1942.

- 28 juin : début de l’opération Fall Blau, offensive de l’Axe sur le Front de l’Est (fin en février 1943)[106].
- 29 juin-15 juillet : liquidation du ghetto de Slonim. 10 000 Juifs sont exécutés par les Allemands, qui ne laissent que 800 survivants[111].

- 2 juillet : chute de Sébastopol au terme de plusieurs offensives lancées par les Allemands depuis le printemps[112].
- 5 juillet : les Allemands atteignent le Don à Voronej[113]. Les Soviétiques battent en retraite.
- 9 juillet : un nouveau corps expéditionnaire italien de 200 000 hommes arrive sur le front russe. Il subira de lourdes pertes[44].

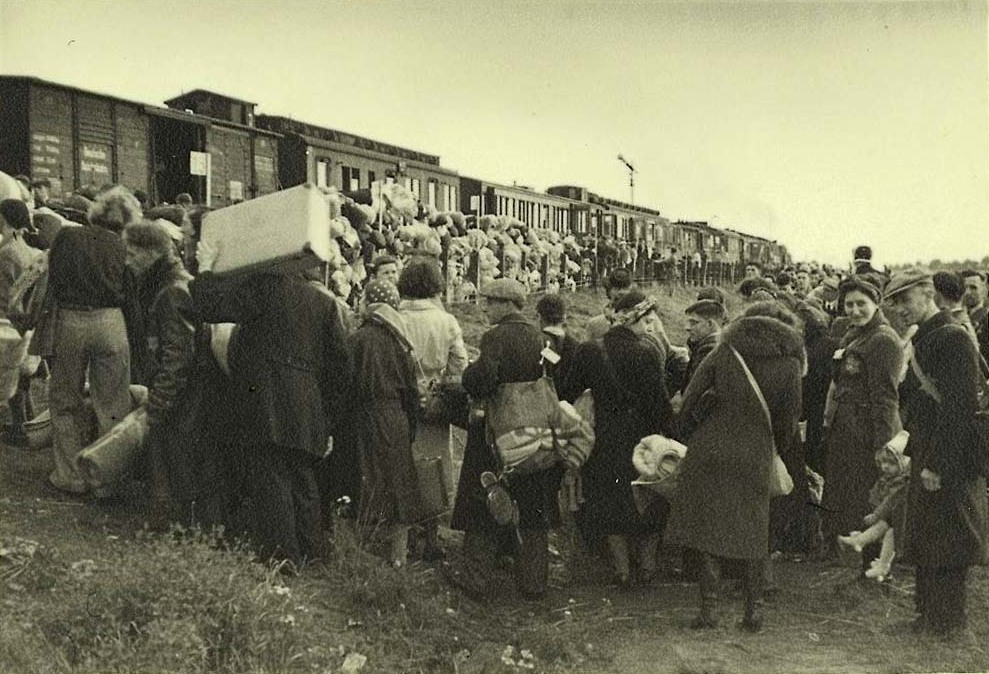
Westerbork, Pays-Bas. Des juifs partent en déportation vers Auschwitz.

- 15 juillet, Pays-Bas : départ du premier convoi de Juifs vers le camp de concentration d’Auschwitz. Début de la déportation systématique des Juifs aux Pays-Bas[114]. 102 000 Juifs néerlandais (sur 140 000) disparaîtront dans les camps de la mort (fin le 17 septembre 1944)[115].
- 16-17 juillet : rafle du Vélodrome d’Hiver ; arrestation par la police française de 12 884 Juifs étrangers à Paris, dont 5 802 femmes et 4 051 enfants[116].
- 17 juillet : création de Cortès consultatives en Espagne[117].
- 21 et 22 juillet : soulèvements du ghetto de Nesvizh et du ghetto de Kletsk en Biélorussie[118].

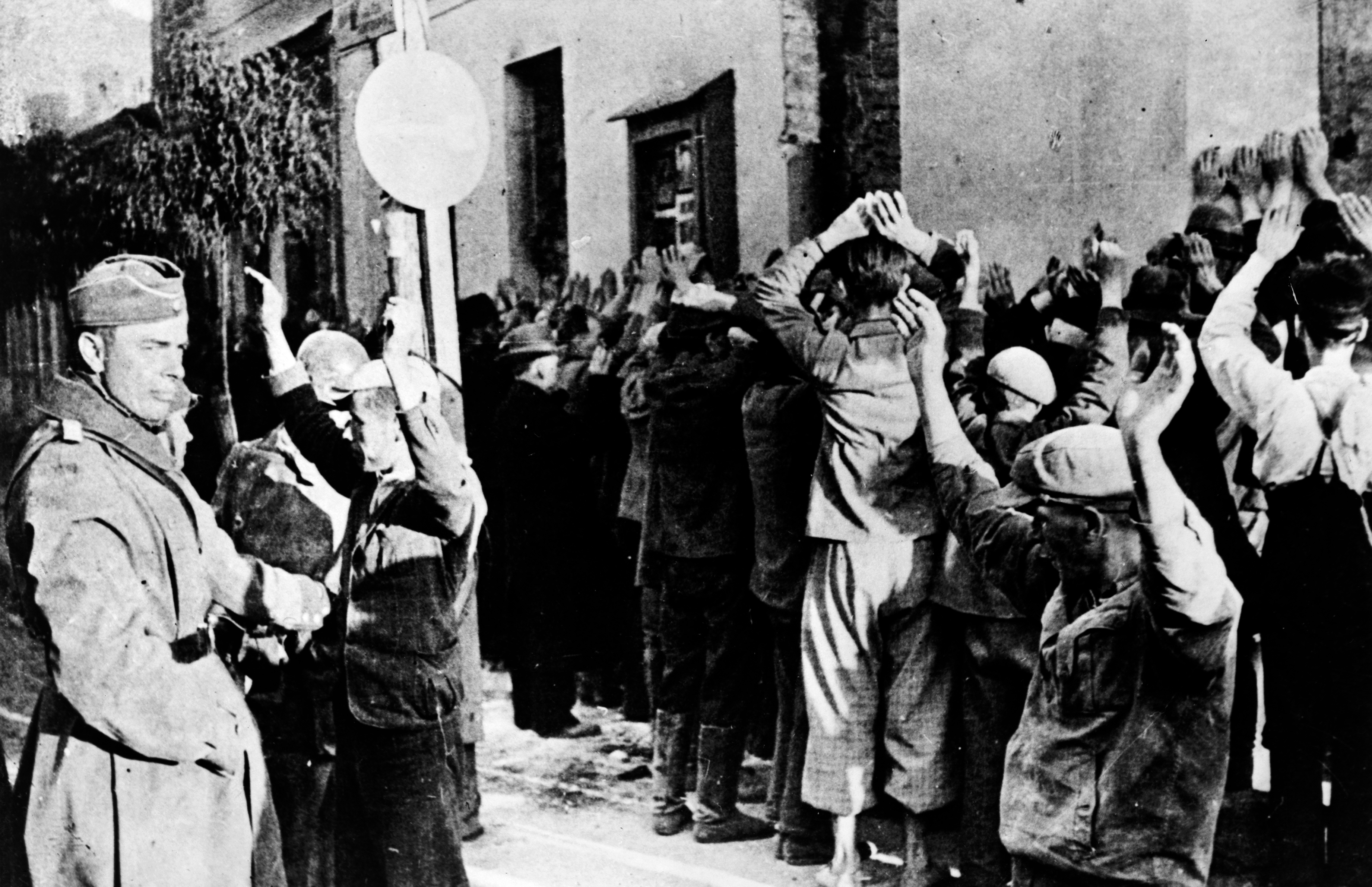
Rafle de Juifs à Varsovie en 1942.

- 22 juillet : début de la déportation de 300 000 Juifs du ghetto de Varsovie vers les camps de la mort de Belzec et Treblinka[119].
- 23 juillet :
  - directive n° 45. Hitler décide d’attaquer simultanément les Soviétiques sur le front du Caucase et à Stalingrad, en divisant ses forces[106].
  - institution d’un régime de fermage favorable aux paysans en Espagne[120].
- 24 juillet : les Allemands s’emparent de Rostov et franchissent le Don[112]. Début de l’offensive allemande vers le Caucase.

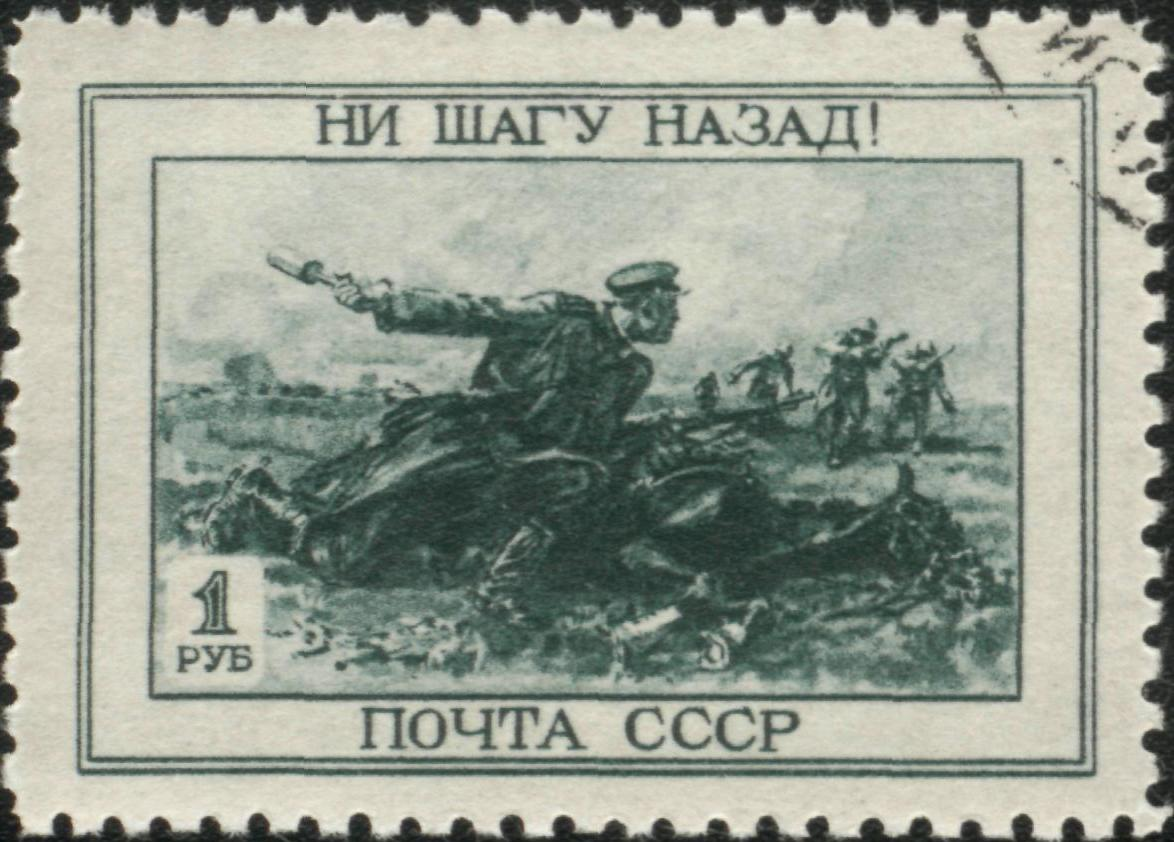
Timbre de poste soviétique sur lequel est inscrit la célèbre phrase « Pas un pas en arrière ! ».

- 28 juillet : l’Ordre n°227 signé par Joseph Staline, agissant en tant que commissaire du Peuple à la Défense, vise à interdire toute retraite sur le champ de bataille[106].

- 8 août : télégramme adressé par Gerhart Riegner au Foreign Office (Londres) et au consulat américain à Genève pour les avertir du plan nazi d’extermination des Juifs[121].
- 8 et 9 août : prise de Krasnodar et de Maïkop par les Allemands sur le front du Caucase[106].
- 9 août : fuite de 182 habitants du ghetto de Mir sur 850 ; les autres survivants sont exterminés par les Allemands le 13 août[122].
- 11 - 13 août : opération Pedestal sur Malte[123].
- 12 - 17 août : seconde conférence de Moscou[124].
- 19 août : échec du débarquement de Dieppe[125].
- 19 août - 10 octobre : offensive soviétique de Siniavino, qui échoue à briser le blocus allemand de Leningrad[126].

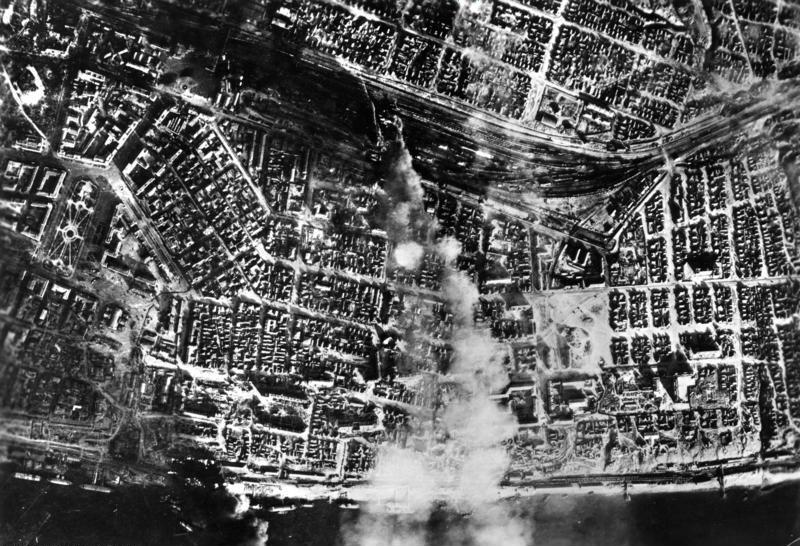
23 août : bombardement de Stalingrad.

- 21 août : VIe armée allemande traverse le Don. Début de la bataille de Stalingrad. Le 23 août, la ville est bombardée et les défenses soviétiques sont enfoncées le 30[106]. Début septembre, la ville est investie par les forces allemandes.
- 31 août : début du démantèlement en Allemagne du réseau de résistance Rote Kapelle (Orchestre rouge). Animé par les communistes, il fournissait des renseignements à l’Union soviétique. Ses membres sont exécutés[127]. Au Luxembourg, début de la grève générale née de la protestation contre l'annexion la veille par le Troisième Reich.

- 3 septembre :
  - insurrection du ghetto juif de Lakhva contre les nazis[128].
  - Espagne : Ramón Serrano Súñer, ministre pro-allemand des Affaires étrangères est remplacé par le général Jordana, anglophile et hostile à la Phalange[120].
- 4 septembre : institution en France du travail obligatoire en Allemagne[105].
- 6 septembre : les troupes allemandes et roumaines prennent la base navale de Novorossiisk sur la mer Noire[129].
- 9 - 12 septembre : les survivants du ghetto de Stoline sont exterminés[130].
- 13 - 26 septembre : les troupes allemandes attaquent le centre et le sud de Stalingrad sans parvenir à en prendre le contrôle[48] ; elles atteignent la Volga par le Sud le 15 octobre[112].
- 16 septembre : création du Mouvement de libération nationale albanais à la conférence de Peza[131].

- 3-4 octobre : opération Basalt, raid britannique sur l’Île anglo-normande de Sercq occupée par les Allemands[132].
- 6 octobre : institution en Belgique du travail obligatoire en Allemagne[105].
- 9 octobre : suppression du double commandement de l’armée rouge. La fonction de commissaire politique aux armées est supprimée en Union soviétique. Le commandement militaire revient ainsi aux officiers[133].

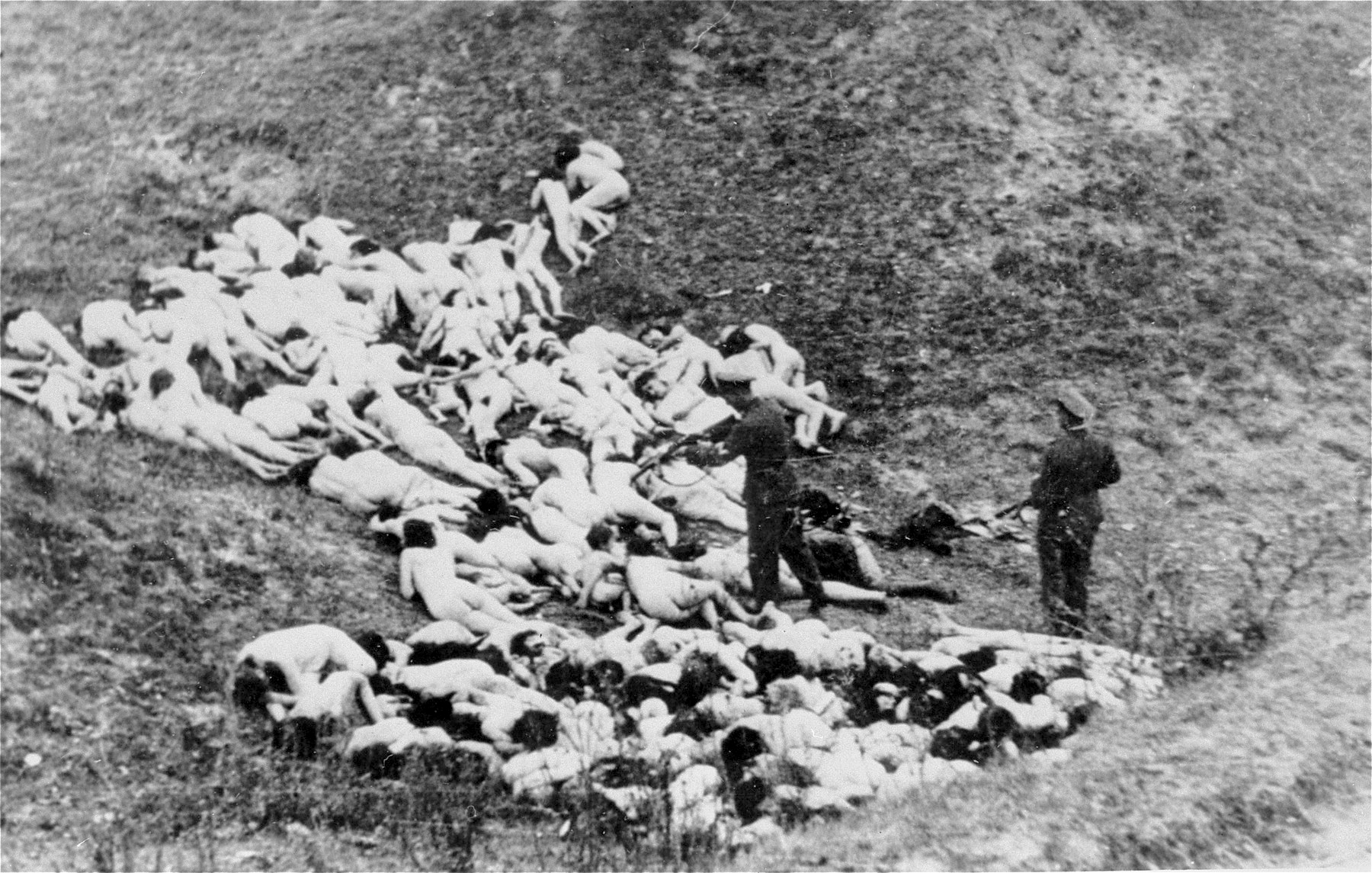
Exécutions de femmes et d'enfants du ghetto de Mizotch, photographie prise par un membre des Einsatzgruppen le 14 octobre 1942.

- 13-14 octobre : exécutions des 1 700 Juifs du ghetto de Mizotch, principalement des femmes et des enfants[134].
- Octobre-Novembre : mouvements de grèves à Lisbonne, rapidement réprimés[135] (1942 et juillet-août 1943).

- 11 novembre : invasion de la zone libre française[6].

- 19 novembre :

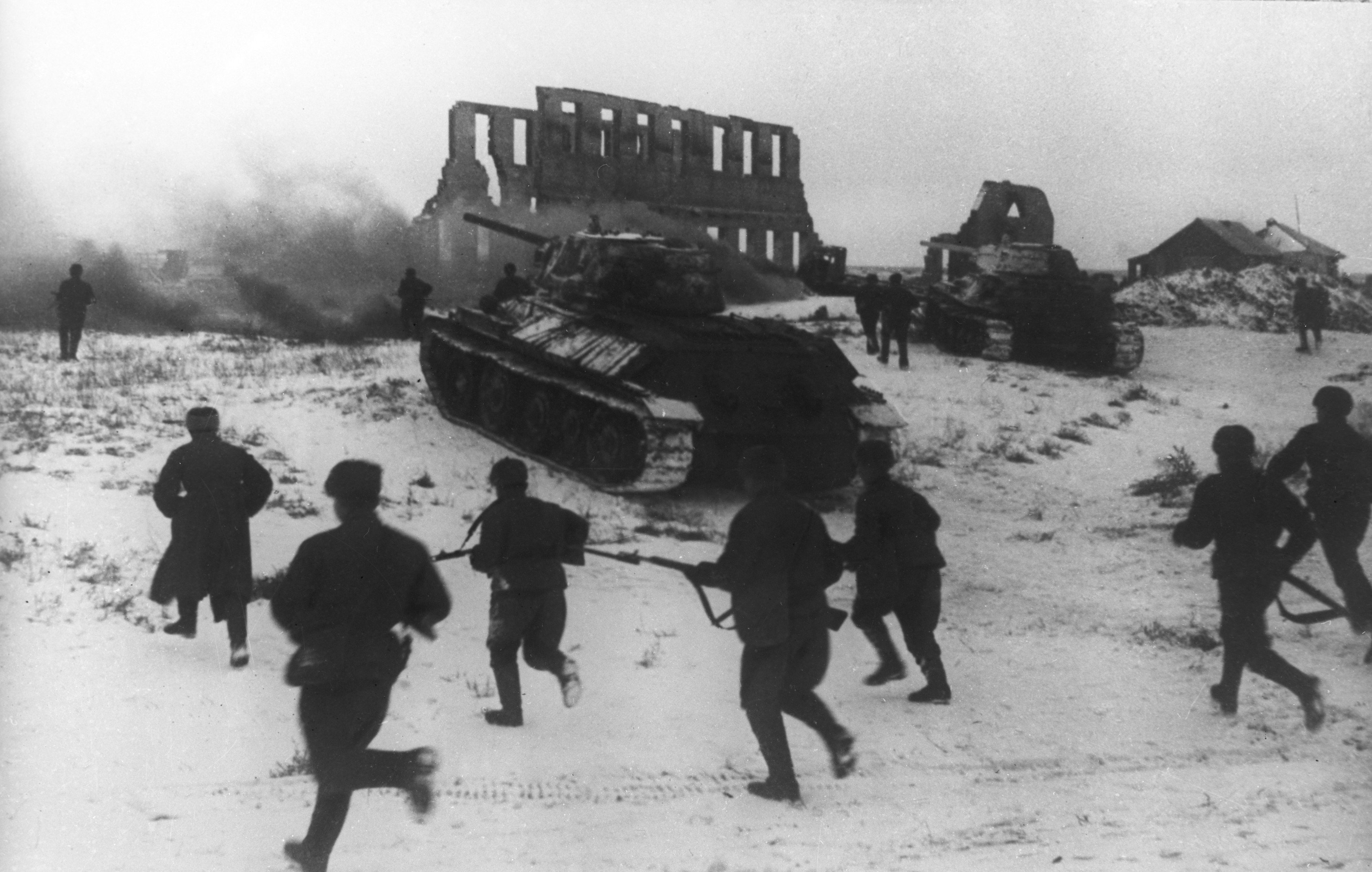
19 novembre : opération Uranus.

  - début de l’opération Uranus. Contre-offensive soviétique à Stalingrad[112]. Le 23 novembre, 22 divisions allemandes (300 000 hommes) sont encerclées dans la ville[48].
  - création de l’Union des Patriotes, organisation antifasciste de Roumanie[136]. Pendant la bataille de Stalingrad (septembre 1942-février 1943), les trente divisions roumaines engagées subissent de lourdes pertes. 300 000 hommes (tués, blessés, prisonniers) sont hors de combat. L’armée roumaine se révèle incapable de tenir la Transnistrie où elle est relevée par la Wehrmacht. À l’intérieur, les forces condamnant la guerre se cristallisent (partis libéral et paysan, parti communiste, cadre de l’armée hostile aux nazis). L’Union des Patriotes regroupe les antifascistes non communistes. Elle publie un journal clandestin, La Roumanie libre.
- 20 novembre : publication du rapport Beveridge sur la sécurité sociale au Royaume-Uni[137].
- 25 novembre - 20 décembre : opération Mars. Échec d’une offensive soviétique sur le saillant de Rjev-Sytchiovka[138].
- 26 - 27 novembre, Yougoslavie : les partisans de Tito, refoulés par une offensive allemande dans la région de Bihać, en Bosnie-Herzégovine, fondent le Conseil antifasciste de libération nationale (l’AVNOJ). Certains royalistes serbes de Draža Mihailović, (Tchetniks), menacés, finissent par collaborer avec le gouvernement pro-allemand du général Milan Nedić[139].

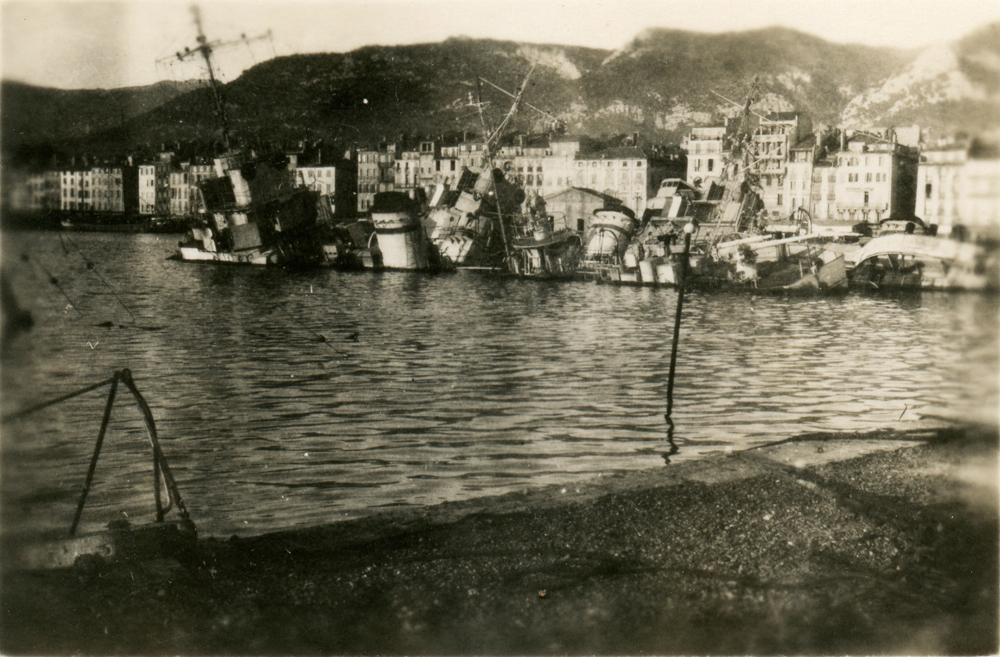
27 novembre : sabordage de la flotte française à Toulon.

- 27 novembre : sabordage de la flotte française à Toulon devant l’avancée des troupes allemandes[6].

- 4 décembre : déclaration du ministre britannique des Affaires étrangères Anthony Eden au duc d’Albe, ambassadeur d’Espagne, qui garantit officiellement la non-intervention internationale dans les affaires intérieures de l’Espagne[140].
- 12-23 décembre : opération Wintergewitter. Échec d’une offensive allemande destinée à libérer les troupes assiégées dans Stalingrad[108].
- 12 décembre : dissolution des milices paramilitaires de la Phalange espagnole[141].
- 17 décembre : déclaration conjointe des Membres des Nations unies accusant le gouvernement allemand de mener une « politique d’extermination inhumaine du peuple juif en Europe »[142].
- 31 décembre : victoire britannique à la bataille de la mer de Barents[93].

## Fondations en 1942
- Prieuré d'Ermeton-sur-Biert, monastère situé dans la section Ermeton-sur-Biert, en Belgique, daté 1936 mais racheté en 1942 par des moniales aujourd'hui bénédictines.